# Christine Ohuruogu
Christine Ijeoma Chika Ohuruogu (Londra, 17 maggio 1984) è una velocista britannica specializzata nei 400 metri piani.
In carriera è stata campionessa olimpica della specialità a Pechino 2008, nonché campionessa mondiale ad Osaka 2007 e Mosca 2013; detiene inoltre i record nazionali dei 400 m piani e della staffetta 4×400 metri. Nel 2006 fu sospesa per un anno dopo che ebbe disertato tre controlli anti-doping.

## Biografia

### Gli inizi
Nel 2003 Ohuruogu vinse la medaglia di bronzo nei 400 m durante i Campionati europei juniores. L'anno successivo, nella stessa specialità, divenne campionessa della AAA (Amateur Athletics Association) e fu anche semifinalista ai Giochi olimpici di Atene 2004. Nel corso delle stesse Olimpiadi fece parte della staffetta 4×400 metri che si piazzò in quarta posizione.
Agli Europei under 23 del 2005 vinse la medaglia d'argento nei 400 m, distanziata di un solo centesimo di secondo dalla vincitrice. Nella stessa manifestazione vinse un altro argento grazie alla prova della 4×400 metri. Lo stesso anno, dopo aver raggiunto le semifinali dei 400 m ai Mondiali di Helsinki, vinse la medaglia di bronzo nella staffetta insieme alle compagne di squadra Lee McConnell, Donna Fraser e Nicola Sanders.

### Controversia ai Giochi del Commonwealth 2006
In rappresentanza dell'Inghilterra vinse una medaglia d'oro ai Giochi del Commonwealth 2006 nei 400 m con un tempo di 50"28, battendo così la favorita e campionessa olimpica uscente Tonique Williams-Darling sia in semifinale che in finale.
Durante lo stesso evento, Ohuruogu corse l'ultima frazione di gara della staffetta 4 × 400 m.
Nel corso del secondo tratto, dopo 200 m la Giamaica si trovava in testa, seguita nell'ordine dall'Australia e dall'Inghilterra. La regola afferma che il cambio di testimone deve prodursi secondo l'ordine dei corridori a 200 m dalla fine del loro tratto di gara. Ciò significava che Giamaica avrebbe avuto il diritto di prendere la corsia più interna, seguita dall'Australia e quindi dall'Inghilterra, ma fra il 200º e il 300º metro l'inglese Nicola Sanders sorpassò l'australiana Caitlin Willis.
L'inglese Tasha Danvers e l'australiana Tamsyn Lewis, che attendevano l'arrivo delle compagne per il cambio del testimone, si scambiarono le corsie, l'una prendendo il posto dell'altra, e lo stesso dovettero fare le due atlete ancora in corsa, Sanders e Willis, per poter consegnare il testimone alla propria compagna senza intralciarsi a vicenda. Alla fine la squadra inglese vinse la corsa, con il taglio del traguardo da parte di Christine Ohuruogu.
Dopo la gara Tamsyn Lewis presentò reclamo ai giudici di gara, nonostante la sua stessa compagna di squadra, Jana Pittman, prese le difese della squadra inglese sostenendo che la vittoria fosse pulita. Ciononostante, dopo che le inglesi completarono le interviste ed il giro d'onore, furono squalificate e l'Australia ottenne la medaglia d'oro. La ragione data dai giudici fu che la Danvers non avrebbe mai dovuto cambiare corsia con Tamsyn Lewis, ostruendo in questo modo la squadra australiana. Le immagini televisive mostravano però come la stessa Tamsyn Lewis pareva chiedere alla Danvers di prendere il suo posto. Il gesto però non fu minimamente tenuto in conto dai giudici di gara, i quali confermarono la squalifica.

### La squalifica e il ritorno ad Osaka

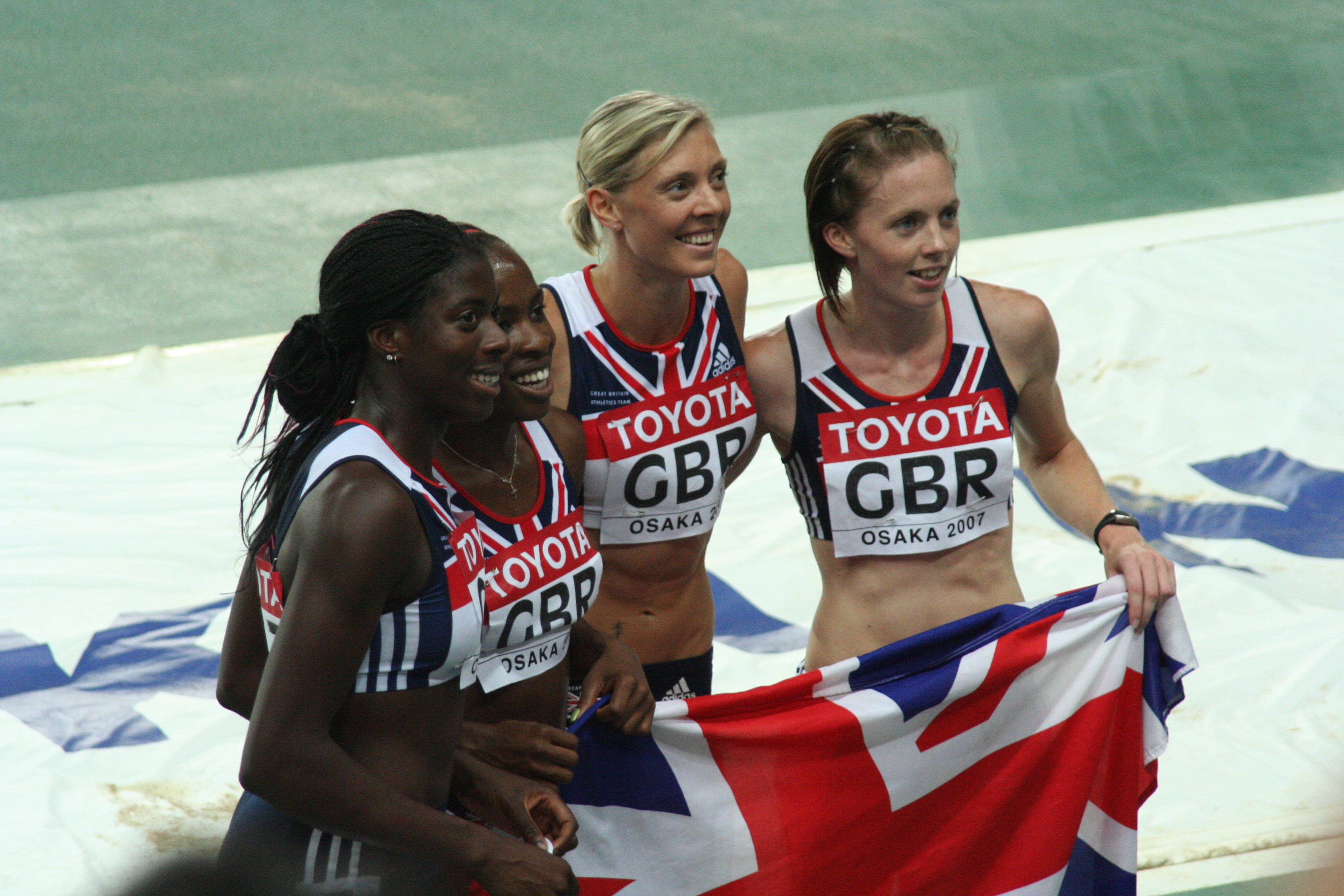
La staffetta 4×400 m britannica celebra il bronzo ad.

Christine Ohuruogu fu sospesa dalle competizioni in occasione dei Campionati europei del 2006 per aver disertato tre controlli anti-doping, il primo nell'ottobre 2005 e gli altri due nel giugno dell'anno successivo. Dopodiché, in accordo con le norme della IAAF e della British Olympic Association, ricevette un anno di squalifica. Inoltre la British Olympic Association decise di squalificarla anche per i futuri Giochi olimpici.
L'atleta si appellò al Tribunale Arbitrale dello Sport ma il suo ricorso fu respinto. Presentò quindi un nuovo ricorso soltanto contro la squalifica olimpica e stavolta i giudici le diedero ragione. Prima del pronunciamento dei giudici Christine Ohuruogu disse che pur di partecipare ai Giochi olimpici avrebbe abbandonato il Regno Unito per gareggiare sotto un'altra bandiera, nel caso in cui la squalifica non fosse stata annullata.
24 giorni dopo la scadenza della squalifica durata un anno, Ohuruogu si ripresentò in pista come meglio non si potrebbe, vincendo la medaglia d'oro nei 400 m piani ai Mondiali di Osaka del 2007 (l'unico oro vinto dal suo paese nell'arco dell'intera manifestazione), precedendo la connazionale Nicola Sanders e la giamaicana Novlene Williams-Mills.

### Il titolo olimpico
L'anno successivo ai Giochi olimpici di Pechino Christine Ohuruogu si confermò al vertice dei 400 m piani. Nella finale del 19 agosto precedette la favorita, la statunitense Sanya Richards (giunta terza), e la giamaicana Shericka Williams, con un tempo di 49"62, ad un solo centesimo dal suo primato personale ottenuto l'anno precedente ai Mondiali di Osaka. L'oro conquistato dalla Ohuruogu è l'unico ottenuto dal Regno Unito nell'atletica leggera ai Giochi di Pechino, nonché il primo oro britannico di sempre di un atleta femminile sui 400 m piani.

## Record nazionali

### Seniores
- 400 metri piani: 49"41 ( Mosca, 12 agosto 2013)
- Staffetta 4×400 metri piani: 3'20"04 ( Osaka, 16 settembre 2006) (Christine Ohuruogu, Marilyn Okoro, Lee McConnell, Nicola Sanders)

## Progressione

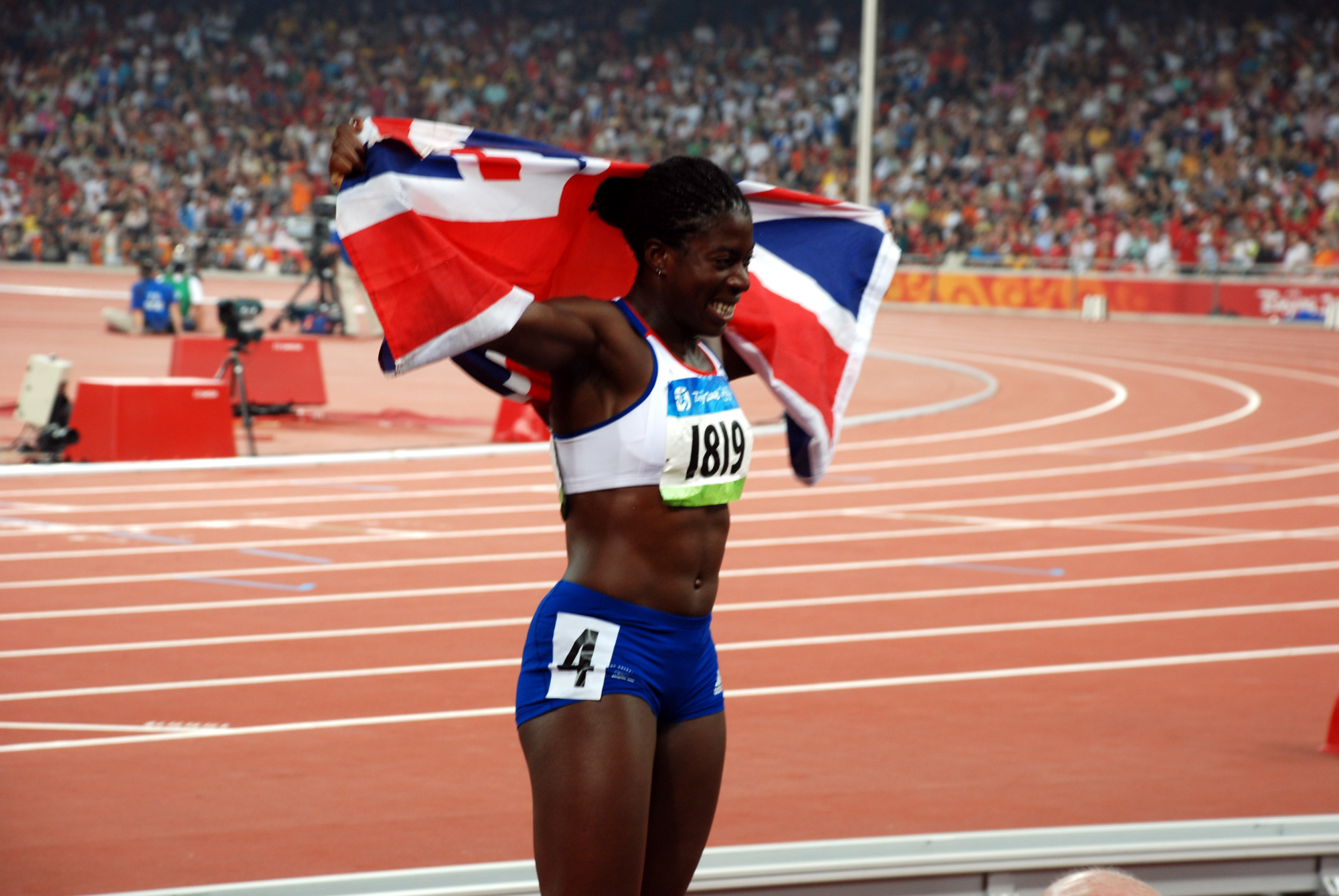
Christine Ohuruogu festeggia l'oro sui 400 m a.

### 400 metri piani
| Stagione | Tempo | Luogo     | Data      | Rank. Mond. |
| -------- | ----- | --------- | --------- | ----------- |
| 2016     | 52"00 | Kingston  | 7-5-2016  | 30ª         |
| 2015     | 50"16 | Pechino   | 25-8-2015 | 7ª          |
| 2014     | 51"38 | Zurigo    | 15-8-2014 | 32ª         |
| 2013     | 49"41 | Mosca     | 12-8-2013 | 2ª          |
| 2012     | 49"70 | Londra    | 5-8-2012  | 5ª          |
| 2011     | 50"85 | Zagabria  | 13-9-2011 | 17ª         |
| 2010     | 50"88 | Doha      | 14-5-2010 | 19ª         |
| 2009     | 50"21 | Berlino   | 18-8-2009 | 9ª          |
| 2008     | 49"62 | Pechino   | 19-8-2008 | 1ª          |
| 2007     | 49"61 | Osaka     | 29-8-2007 | 2ª          |
| 2006     | 50"28 | Melbourne | 21-3-2006 | 12ª         |
| 2005     | 50"73 | Erfurt    | 16-7-2005 | 14ª         |
| 2004     | 50"50 | Atene     | 21-8-2004 | 13ª         |
| 2003     | 54"21 | Tampere   | 26-7-2003 | 413ª        |

## Palmarès

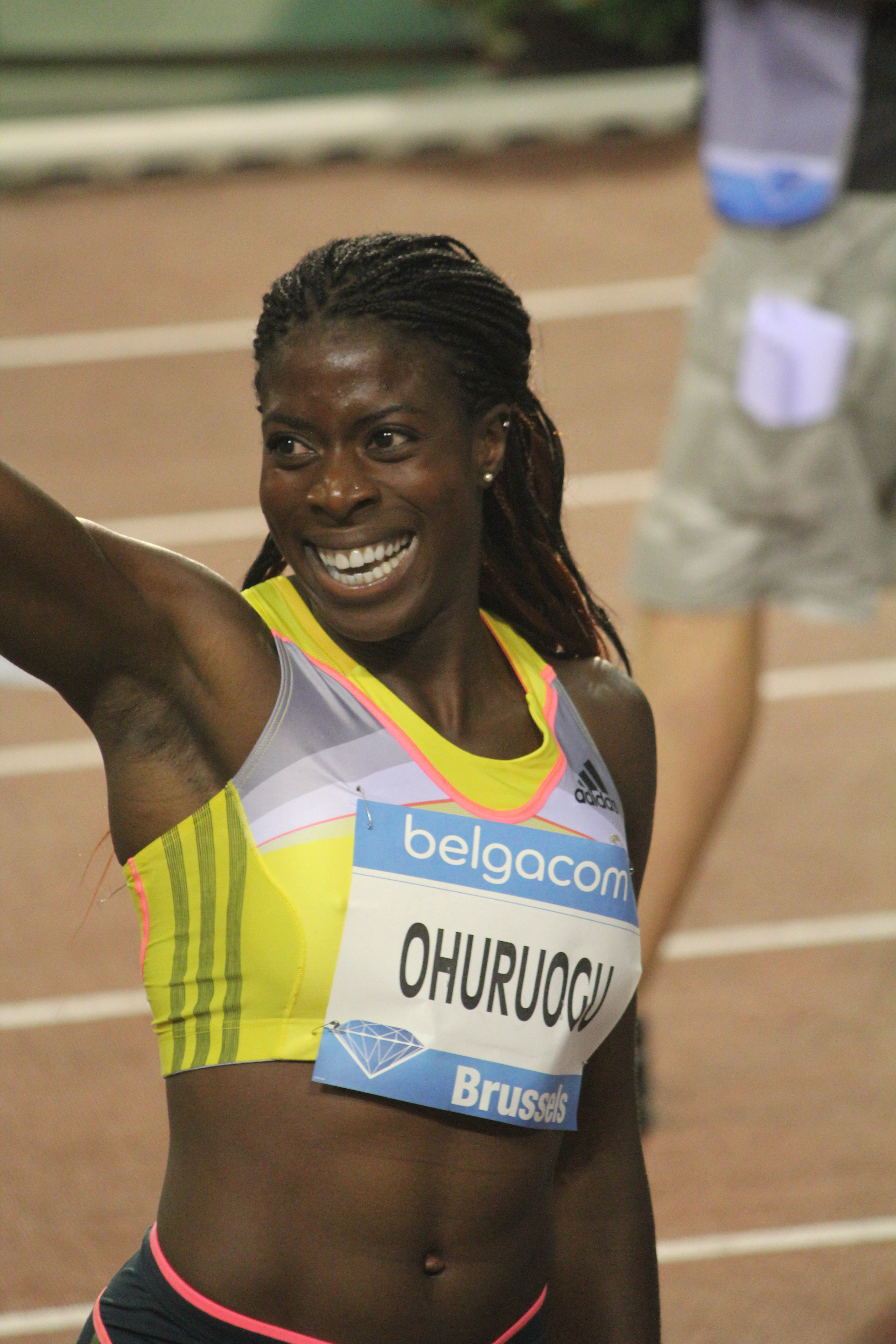
Christine Ohuruogu al Memorial Van Damme 2013.

| Anno                                | Manifestazione          | Sede           | Evento      | Risultato  | Prestazione | Note                                     |
| ----------------------------------- | ----------------------- | -------------- | ----------- | ---------- | ----------- | ---------------------------------------- |
| In rappresentanza del Regno Unito   |                         |                |             |            |             |                                          |
| 2003                                | Europei juniores        | Tampere        | 400 m piani | Bronzo     | 54"21       |                                          |
| 2004                                | Giochi olimpici         | Atene          | 400 m piani | Semifinale | 51"00       |                                          |
| 2004                                | Giochi olimpici         | Atene          | 4×400 m     | 4ª         | 3'25"12     |                                          |
| 2005                                | Europei under 23        | Erfurt         | 400 m piani | Argento    | 50"73       | Miglior prestazione personale stagionale |
| 2005                                | Europei under 23        | Erfurt         | 4×400 m     | Argento    | 3'31"64     |                                          |
| 2005                                | Mondiali                | Helsinki       | 400 m piani | Semifinale | 51"43       |                                          |
| 2005                                | Mondiali                | Helsinki       | 4×400 m     | Bronzo     | 3'24"44     | Miglior prestazione personale stagionale |
| 2007                                | Mondiali                | Osaka          | 400 m piani | Oro        | 49"61       | Miglior prestazione personale            |
| 2007                                | Mondiali                | Osaka          | 4×400 m     | Bronzo     | 3'20"04     | Record nazionale                         |
| 2008                                | Giochi olimpici         | Pechino        | 400 m piani | Oro        | 49"62       | Miglior prestazione personale stagionale |
| 2008                                | Giochi olimpici         | Pechino        | 4×400 m     | Bronzo     | 3'22"68     |                                          |
| 2009                                | Mondiali                | Berlino        | 400 m piani | 5ª         | 50"21       | Miglior prestazione personale stagionale |
| 2009                                | Mondiali                | Berlino        | 4×400 m     | Bronzo     | 3'25"16     | Miglior prestazione personale stagionale |
| 2011                                | Mondiali                | Taegu          | 400 m piani | Batteria   | dq          |                                          |
| 2011                                | Mondiali                | Taegu          | 4×400 m     | Bronzo     | 3'23"63     |                                          |
| 2012                                | Mondiali indoor         | Istanbul       | 4×400 m     | Oro        | 3'28"76     | Miglior prestazione mondiale stagionale  |
| 2012                                | Giochi olimpici         | Londra         | 400 m piani | Argento    | 49"70       | Miglior prestazione personale stagionale |
| 2012                                | Giochi olimpici         | Londra         | 4×400 m     | 4ª         | 3'24"76     | Miglior prestazione personale stagionale |
| 2013                                | Europei indoor          | Göteborg       | 4×400 m     | Oro        | 3'27"56     | Record dei campionati · Record nazionale |
| 2013                                | Mondiali                | Mosca          | 400 m piani | Oro        | 49"41       | Record nazionale                         |
| 2013                                | Mondiali                | Mosca          | 4×400 m     | Argento    | 3'22"61     | Miglior prestazione personale stagionale |
| 2014                                | Mondiali indoor         | Sopot          | 4×400 m     | Bronzo     | 3'27"90     | Miglior prestazione personale stagionale |
| 2014                                | World Relays            | Nassau         | 4×400 m     | 7ª         | 3'28"03     |                                          |
| 2014                                | Europei                 | Zurigo         | 400 m piani | 4ª         | 51"38       | Miglior prestazione personale stagionale |
| 2015                                | Mondiali                | Pechino        | 400 m piani | 8ª         | 50"63       |                                          |
| 2015                                | Mondiali                | Pechino        | 4×400 m     | Bronzo     | 3'23"62     | Miglior prestazione personale stagionale |
| 2016                                | Europei                 | Amsterdam      | 400 m piani | 4ª         | 51"55       |                                          |
| 2016                                | Giochi olimpici         | Rio de Janeiro | 400 m piani | Semifinale | 51"22       |                                          |
| 2016                                | Giochi olimpici         | Rio de Janeiro | 4×400 m     | Bronzo     | 3'25"88     |                                          |
| 2017                                | World Relays            | Nassau         | 4×400 m     | 4ª         | 3'28"72     | Miglior prestazione personale stagionale |
| In rappresentanza dell' Inghilterra |                         |                |             |            |             |                                          |
| 2006                                | Giochi del Commonwealth | Melbourne      | 400 m piani | Oro        | 50"28       |                                          |
| 2006                                | Giochi del Commonwealth | Melbourne      | 4×400 m     | Finale     | dq          |                                          |
| 2014                                | Giochi del Commonwealth | Glasgow        | 4×400 m     | Bronzo     | 3'27"24     |                                          |

## Altre competizioni internazionali
2007
- Bronzo alla World Athletics Final ( Stoccarda), 400 m piani - 50"20

2008
- Argento alla World Athletics Final ( Stoccarda), 400 m piani - 50"83

2009
- Bronzo agli Europei a squadre ( Leiria), 200 m piani - 23"40
- 6ª alla World Athletics Final ( Salonicco), 400 m piani - 51"42